# Ancien siège de la Caisse Générale d'Épargne et de Retraite
L'ancien siège de la Caisse Générale d'Épargne et de Retraite est un édifice de style éclectique situé au numéro 46 de la rue du Fossé aux Loups, à Bruxelles en Belgique.

## Historique

### La Caisse Générale d'Épargne et de Retraite (CGER)
La Caisse d'Épargne de Belgique fut fondée par Pierre Tack. Le 16 mars 1865, la Caisse de Retraite fut annexée à la Caisse d'Épargne à l'initiative du ministre libéral Walthère Frère-Orban, donnant ainsi naissance à la Caisse Générale d'Épargne et de Retraite, plus connue sous le nom de CGER.

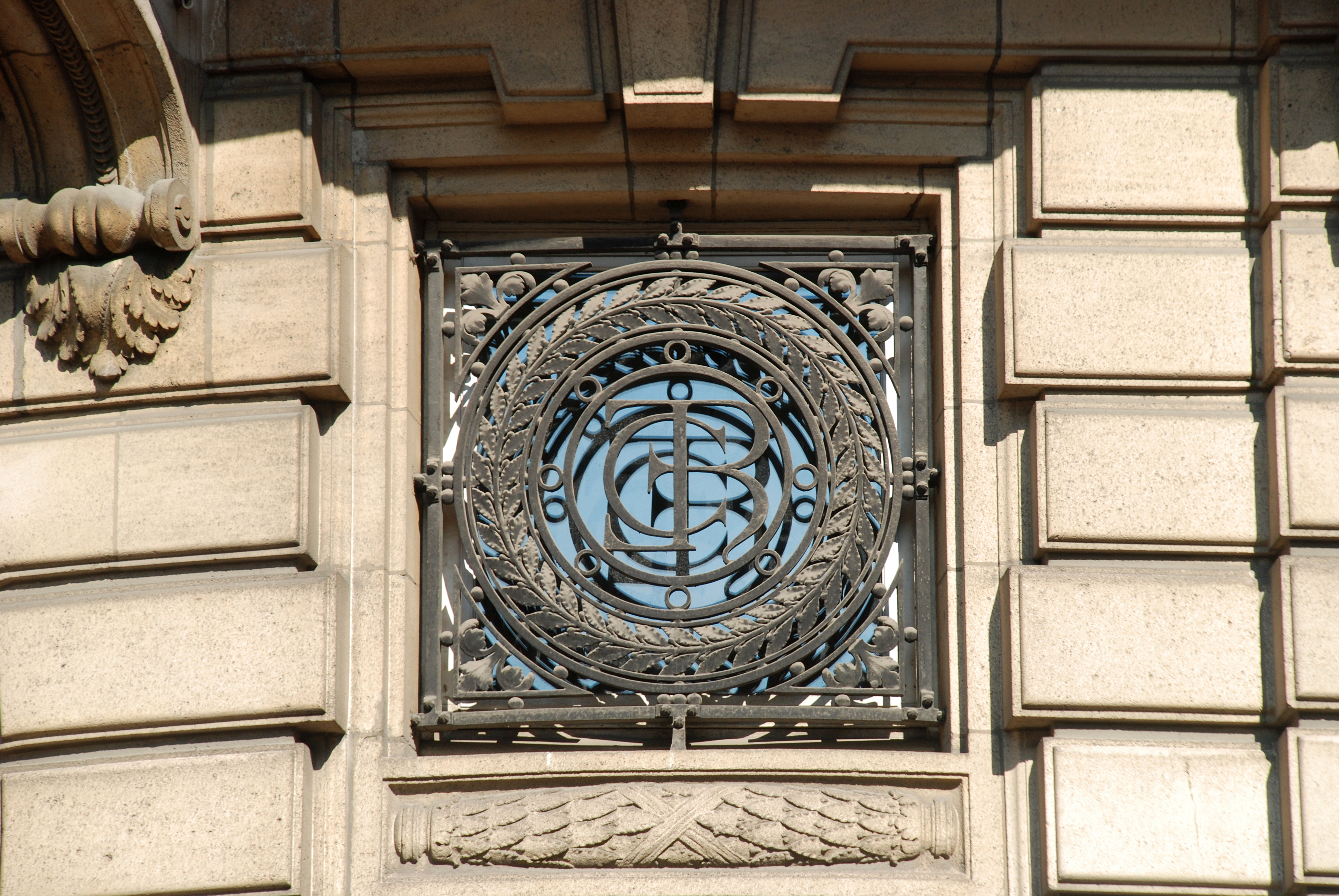
Fer forgé affichant le sigle de la CGER.

### Le siège central
La construction d'un nouveau siège est décidée en 1888 : la CGER acquit un terrain attenant à la rue du Fossé aux Loups et confia la construction de l'édifice à l'architecte éclectique Henri Beyaert. La construction fut menée à bien par Beyaert de 1889 à 1893, avec la participation de l'architecte Paul Hankar notamment pour les dessins des ferronneries, et les nouveaux bâtiments furent occupés en 1893.
Après la mort de Beyaert, les plans d'agrandissement furent confiés à Henri Van Dievoet de 1901 à 1904 consistant en une aile de huit travées jointive à l'habitation du directeur, rénovée simultanément, et une aile de cinq travées vers la rue des Boiteux, dont subsiste le portail d'entrée.
L'architecte-décorateur français Alban Chambon agrandira l'immeuble de Beyaert entre 1910 et 1918 et concevra l'entrée de la direction et la tourelle d'angle, à l'angle de la rue du Fossé aux Loups et de la rue d'Argent : ses plans sont datés du 29 février 1912.
Le bâtiment a été restauré en 1990 sur les plans de Guido J. Bral.

### Les extensions ultérieures
Le siège de la CGER s'est ensuite fortement étendu avec les années jusqu'à compter une dizaine de bâtiments :
| Bâtiment            | Adresse                         | Architecte                                                         | Année de construction | Statut                                        |
| ------------------- | ------------------------------- | ------------------------------------------------------------------ | --------------------- | --------------------------------------------- |
| Beyaert             | rue du Fossé aux Loups 46b      | Henri Beyaert                                                      | 1889-1893             |                                               |
| Beyaert (extension) | rue du Fossé aux Loups 46       | Alban Chambon                                                      | 1910-1918             |                                               |
| Van Dievoet         | rue d'Argent et rue des Boiteux | Henri Van Dievoet                                                  | 1901-1904             | démoli remplacé par le bâtiment « C » en 1980 |
| Boiteux             | rue des Boiteux 1b              | Alfred Chambon                                                     | 1930-1934             |                                               |
| Chambon             | rue du Fossé aux Loups 48       | Alfred Chambon                                                     | 1947-1953             |                                               |
| CITEB               | rue du Marais 56                | Bureau d'études de CIT Émile Blaton                                | 1955                  |                                               |
| Marais              | rue des Boiteux 10-12           | Marcel Lambrichs C. Grochowski D. de Laveleye                      | 1969-1973             |                                               |
| Tiberghien          | rue des Boiteux 3-5             | Marcel Lambrichs C. Grochowski D. de Laveleye                      | 1972-1975             | démoli en 2013                                |
| C                   | rue d'Argent 9                  | Jacques Wybauw Albert De Doncker Philippe Samyn Walter Bresseleers | 1980-1986             | démoli en 2013                                |
| AB / Rothschild     | rue du Marais 30                | Erauw Lievens Douglas (ELD)                                        | 1980                  |                                               |
| F                   | rue aux Choux 41-45             | Albert De Doncker Jacques Wybauw Philippe Samyn                    | 1980                  |                                               |

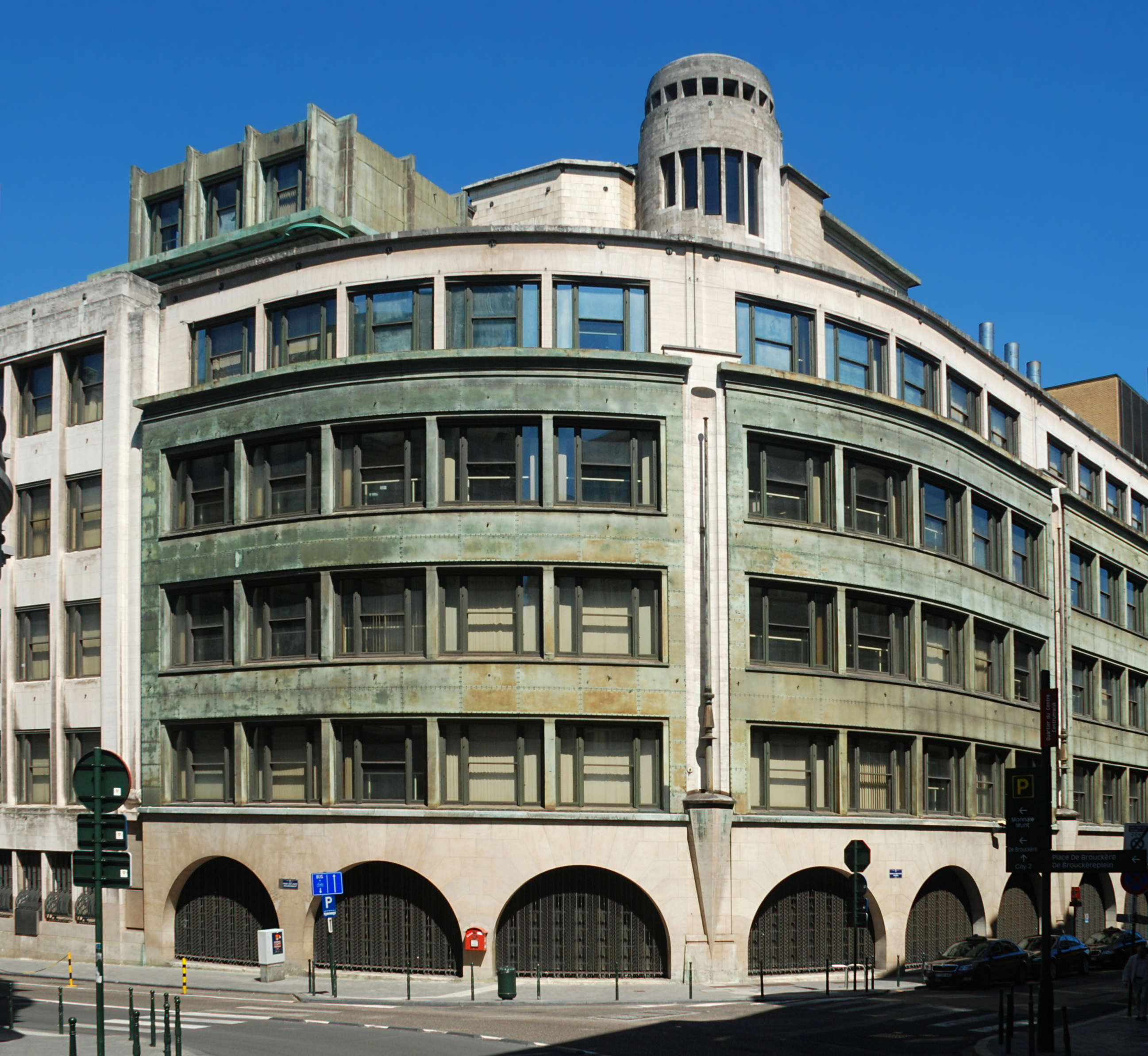
Bâtiment Chambon.
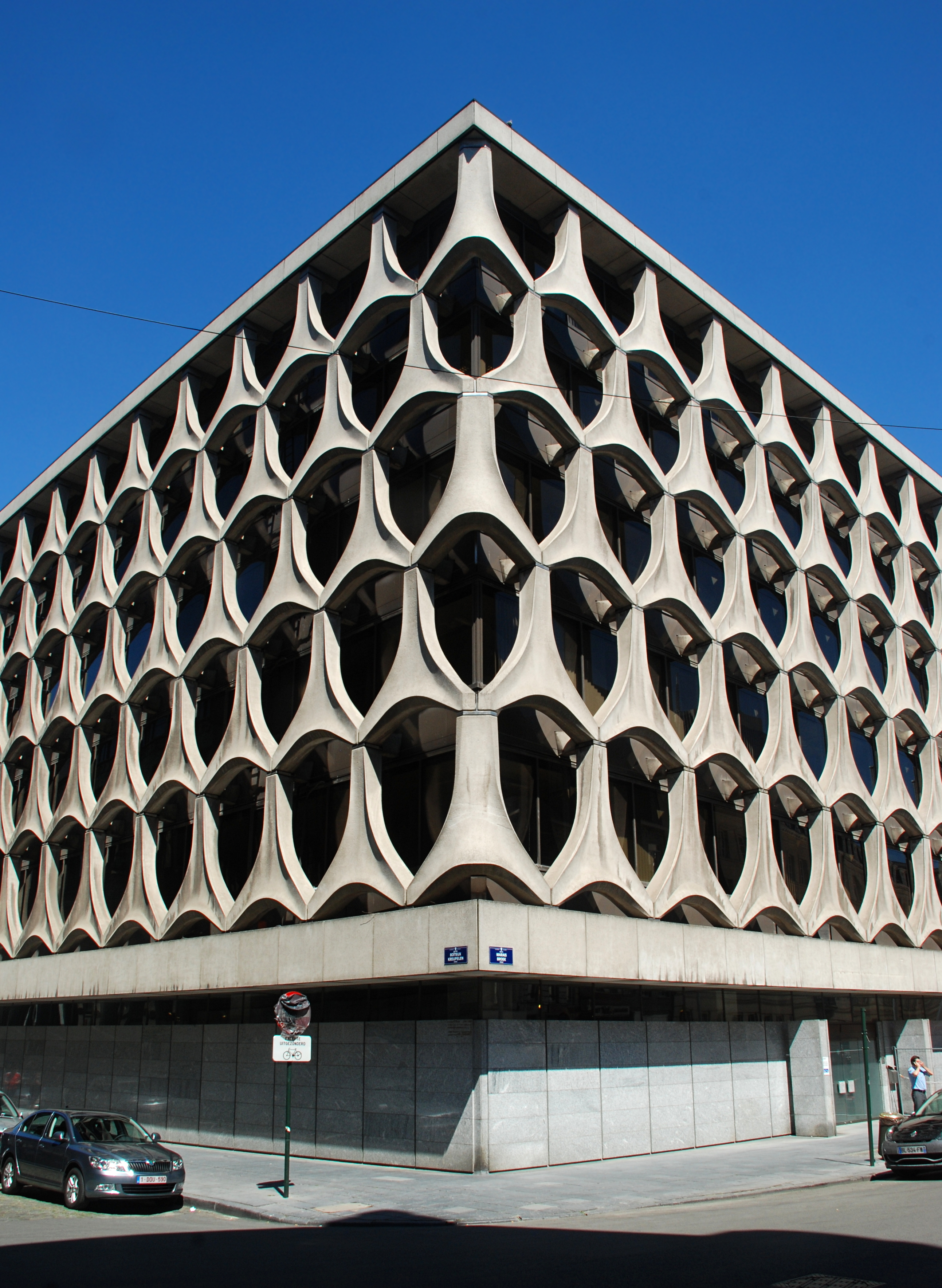
Bâtiment Marais.
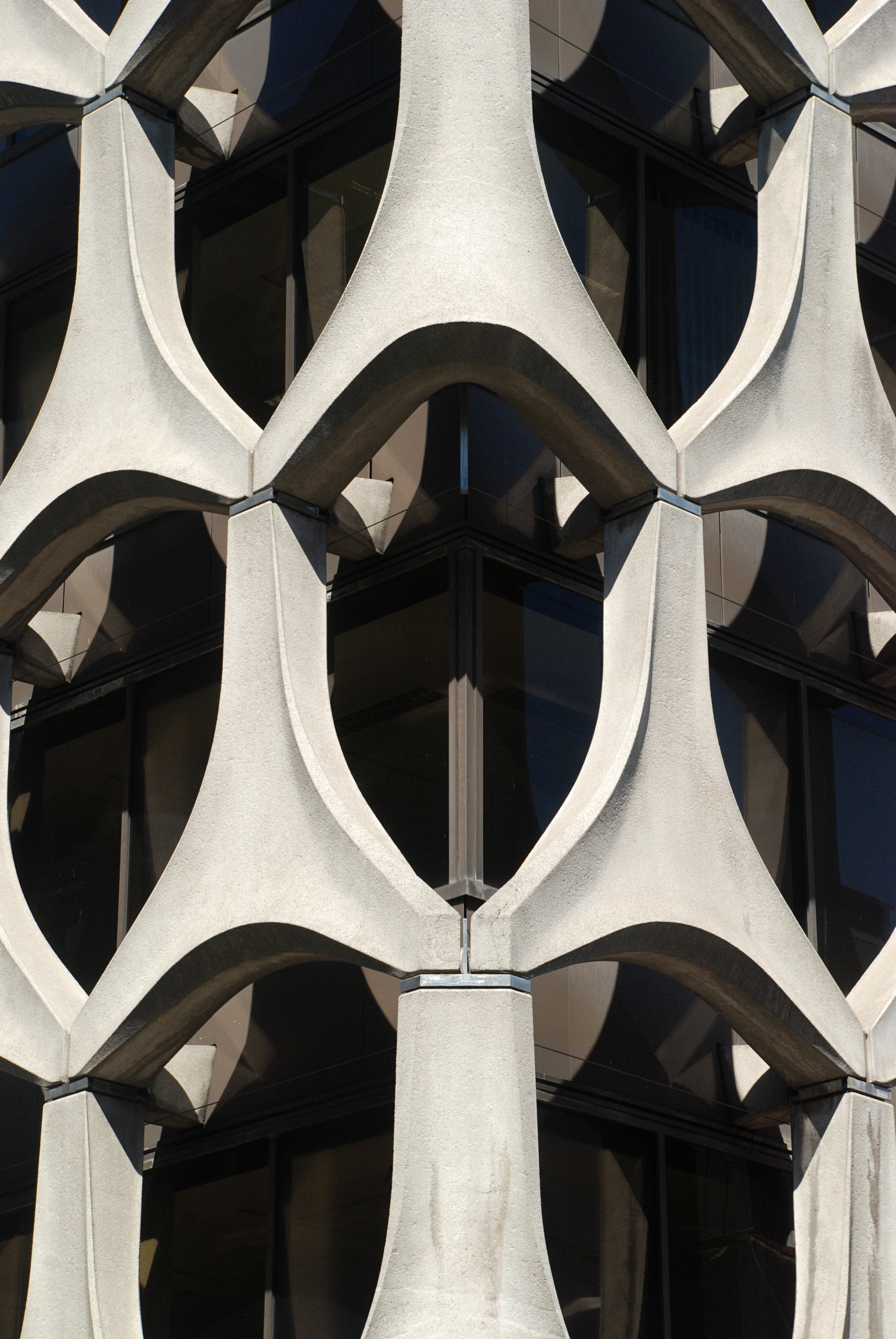
Bâtiment Marais.
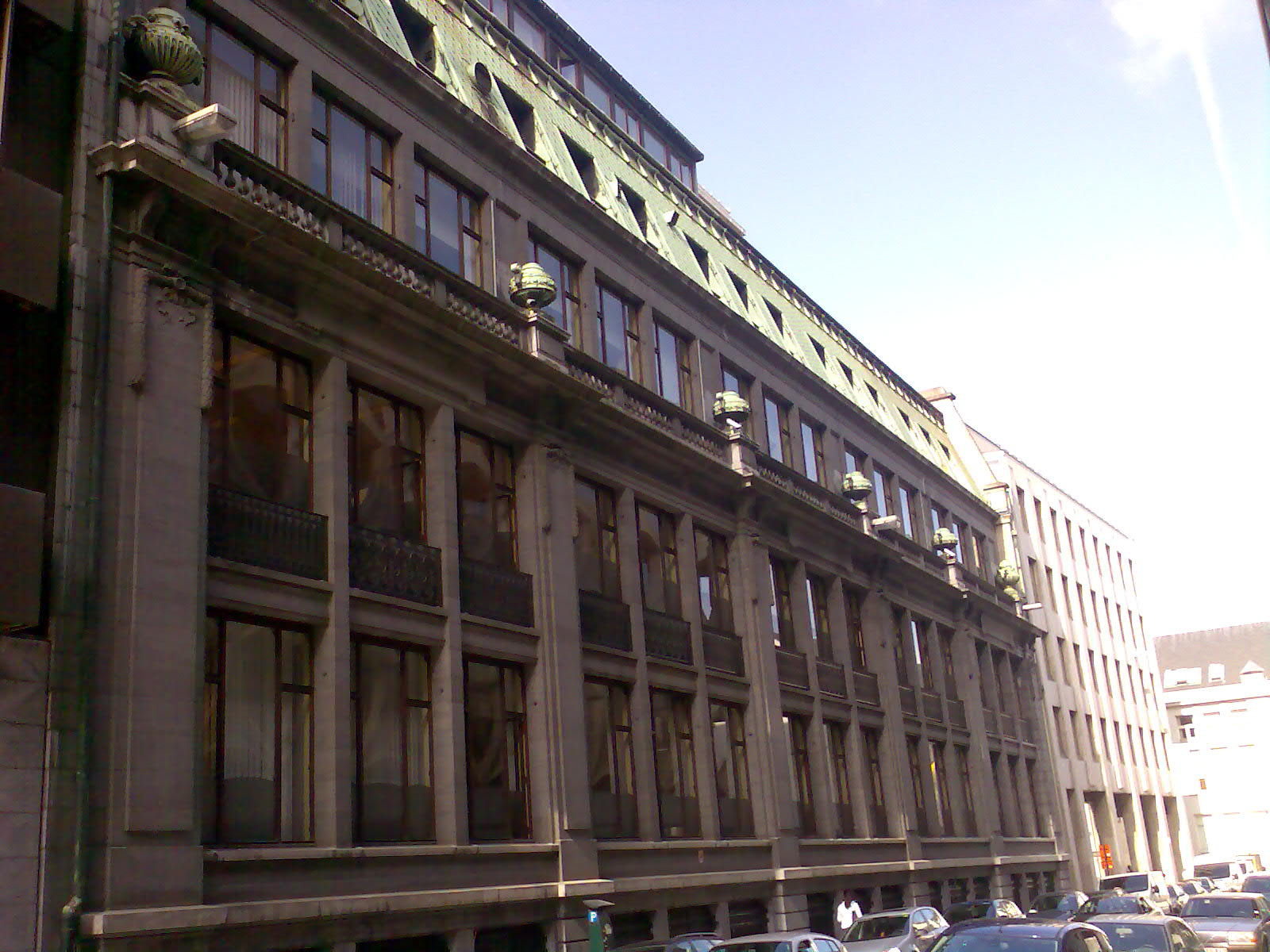
Bâtiment Boîteux.

### La vente au groupe Allfin
Les bâtiments passent ensuite à BNP Paribas Fortis (résultat de la fusion de la CGER, de la SNCI et de la Générale de Banque à la fin des années 1990) qui vend en 2011 les cinq bâtiments formant le « cluster Chambon » situé entre la rue du Fossé aux Loups et la rue des Boiteux (soit les bâtiments Beyaert, Chambon, Tiberghien, Boiteux et C) au groupe immobilier Allfin.
Le projet immobilier d'Allfin conserve les trois bâtiments les plus anciens du « cluster Chambon » :
- le bâtiment Chambon, transformé en appartements, avec des commerces dans l'agence bancaire située au rez-de-chaussée ;
- le bâtiment Beyaert garde une fonction de bureaux ;
- une école occuperait le bâtiment Boiteux.

La demande de permis d'urbanisme et d'environnement  introduite par la société Cluster Chambon SA/NV le 14 juin 2012 prévoit la rénovation et la reconstruction d'un ensemble d'immeubles et de logements (224 appartements et 135 chambres d'étudiants) et bureaux (19 674 m2) avec un commerce (434 m2) et 199 emplacements de parking en sous-sol.
Le projet est confié à l'architecte Michel Jaspers et au bureau A2RC.
Le projet comprend la démolition des deux bâtiments les plus récents (Tiberghien et Bâtiment C). Les travaux de démolition de ces bâtiments, menés par la société De Meuter, commencent respectivement en janvier et février 2013 mais le Tiberghien, déjà vidé, désamianté et partiellement démoli, s'effondre le 27 mars 2013 à 22 h 8,.

Chantier en septembre 2013
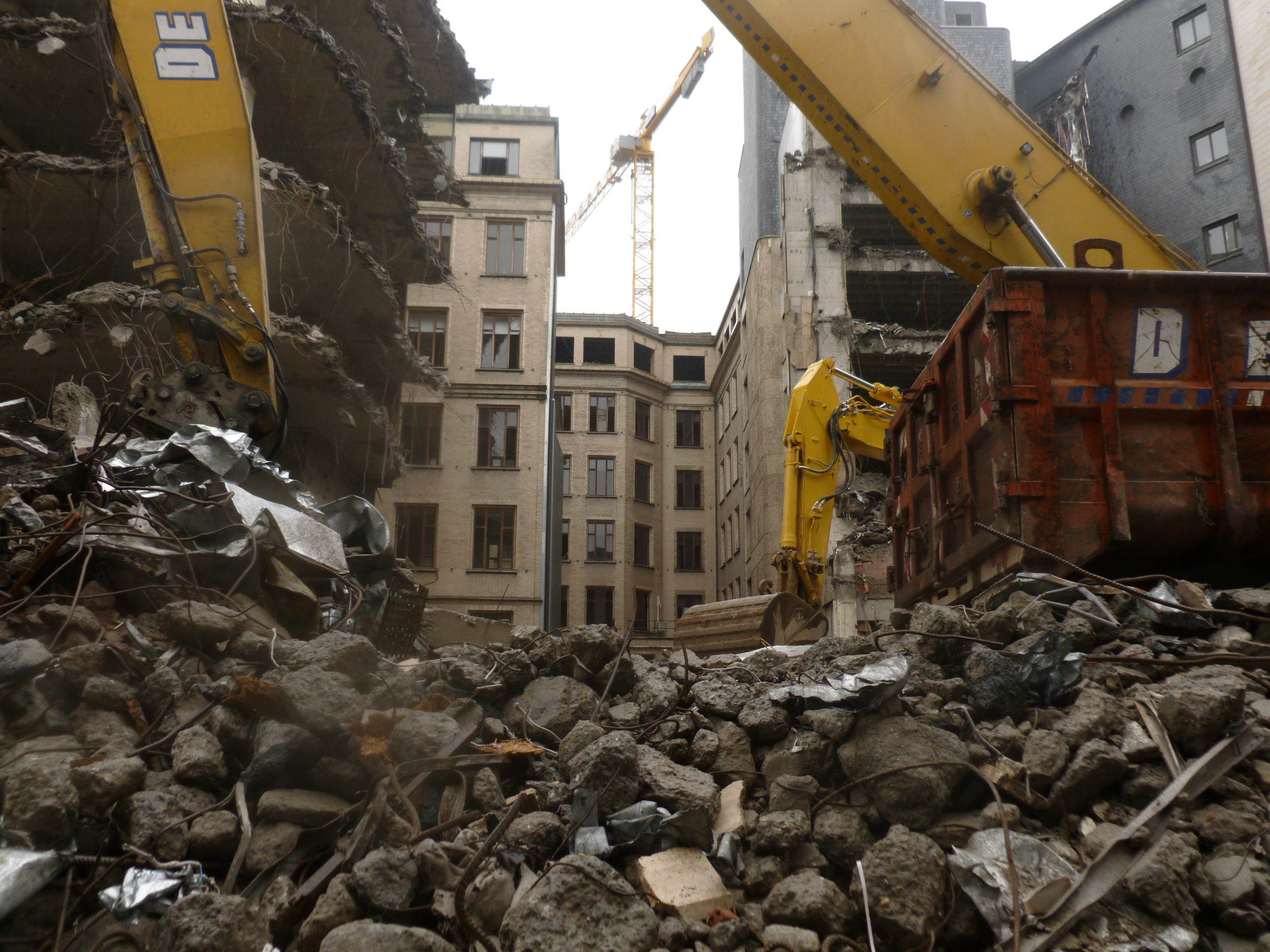
Façades arrière des bâtiments Chambon et Boîteux vus depuis la rue d'Argent.
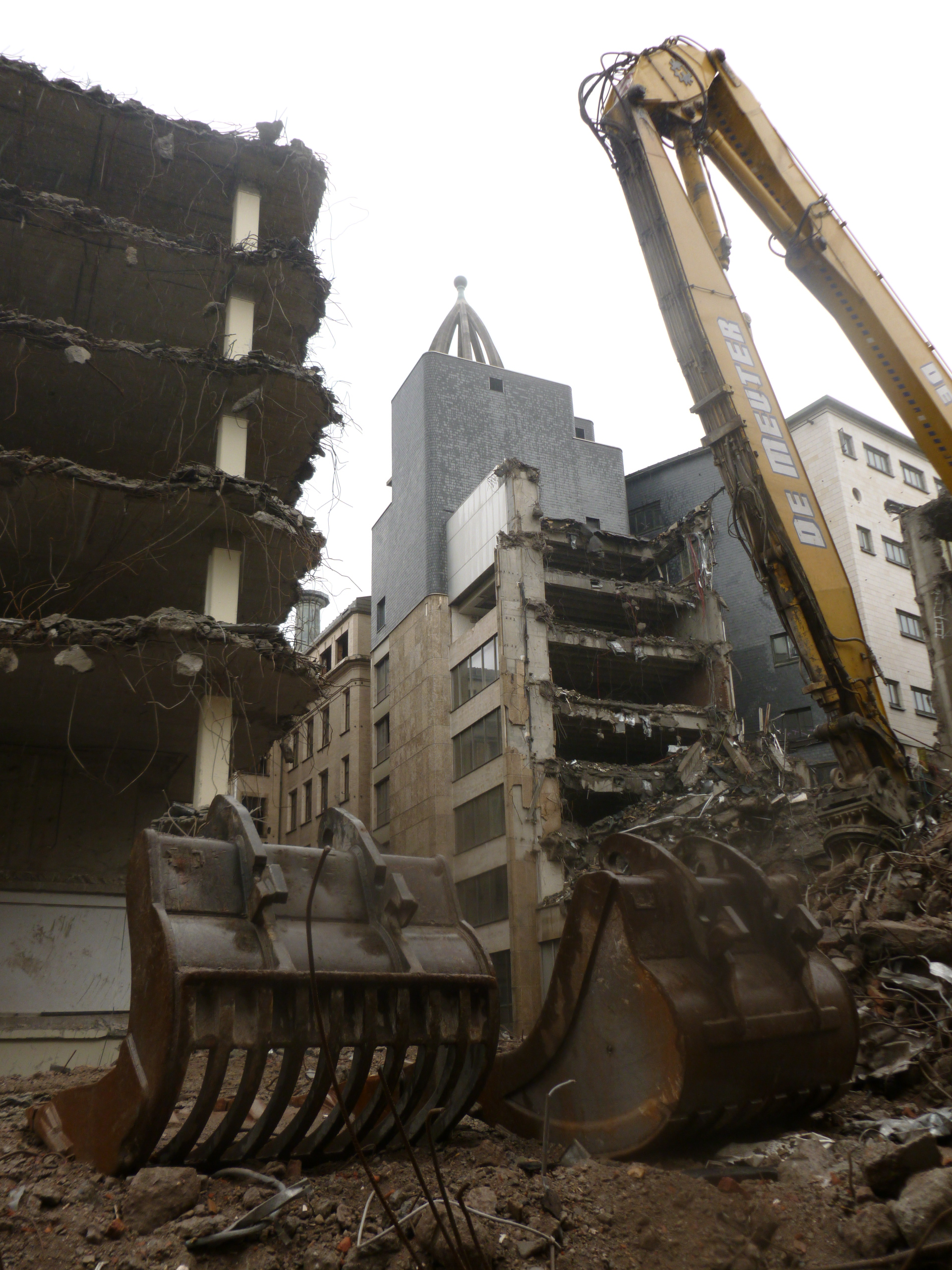
Plusieurs structures masquent encore la tour « presse-citron ».
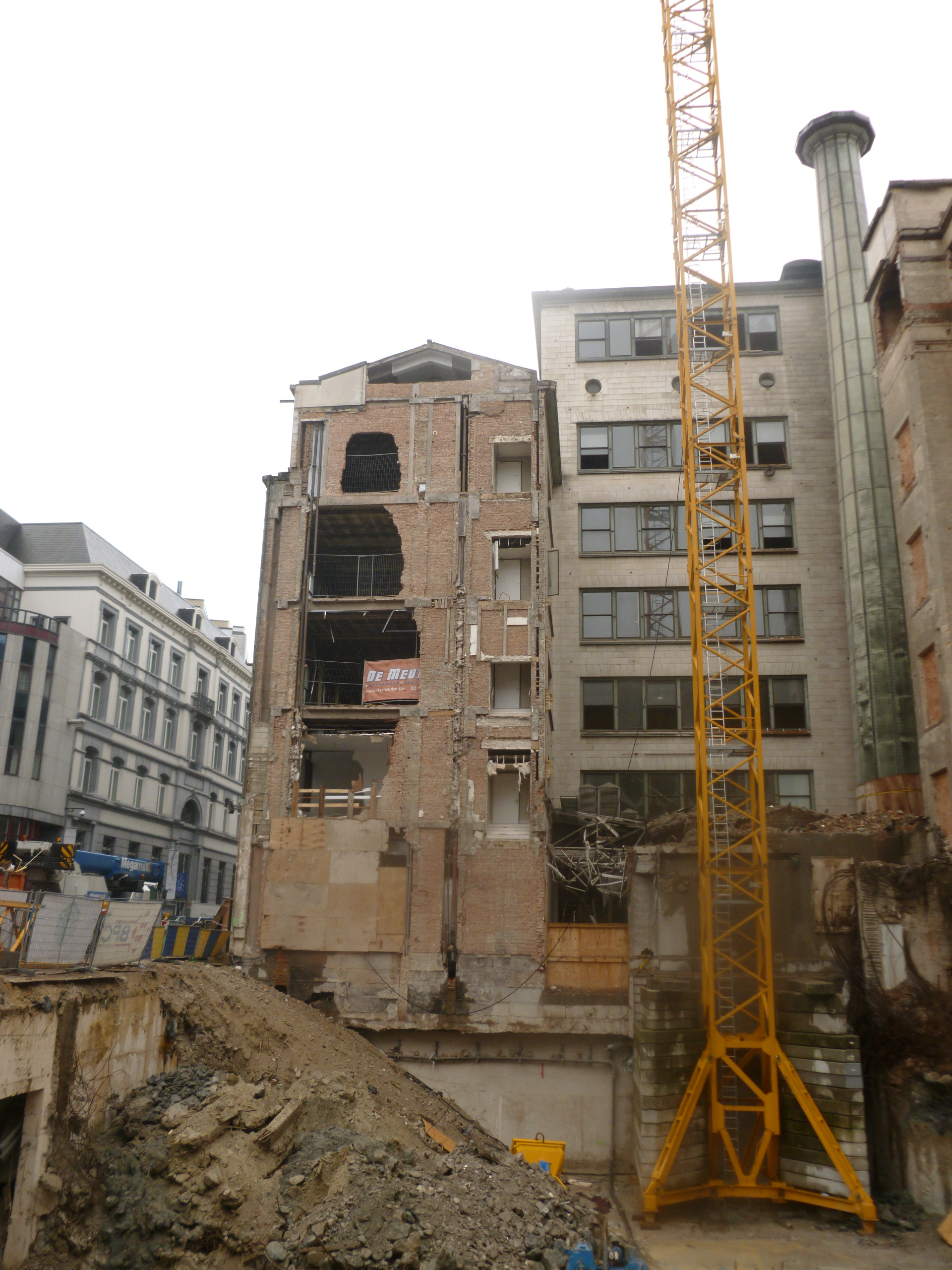
Vide laissé par le bâtiment Tiberghien.
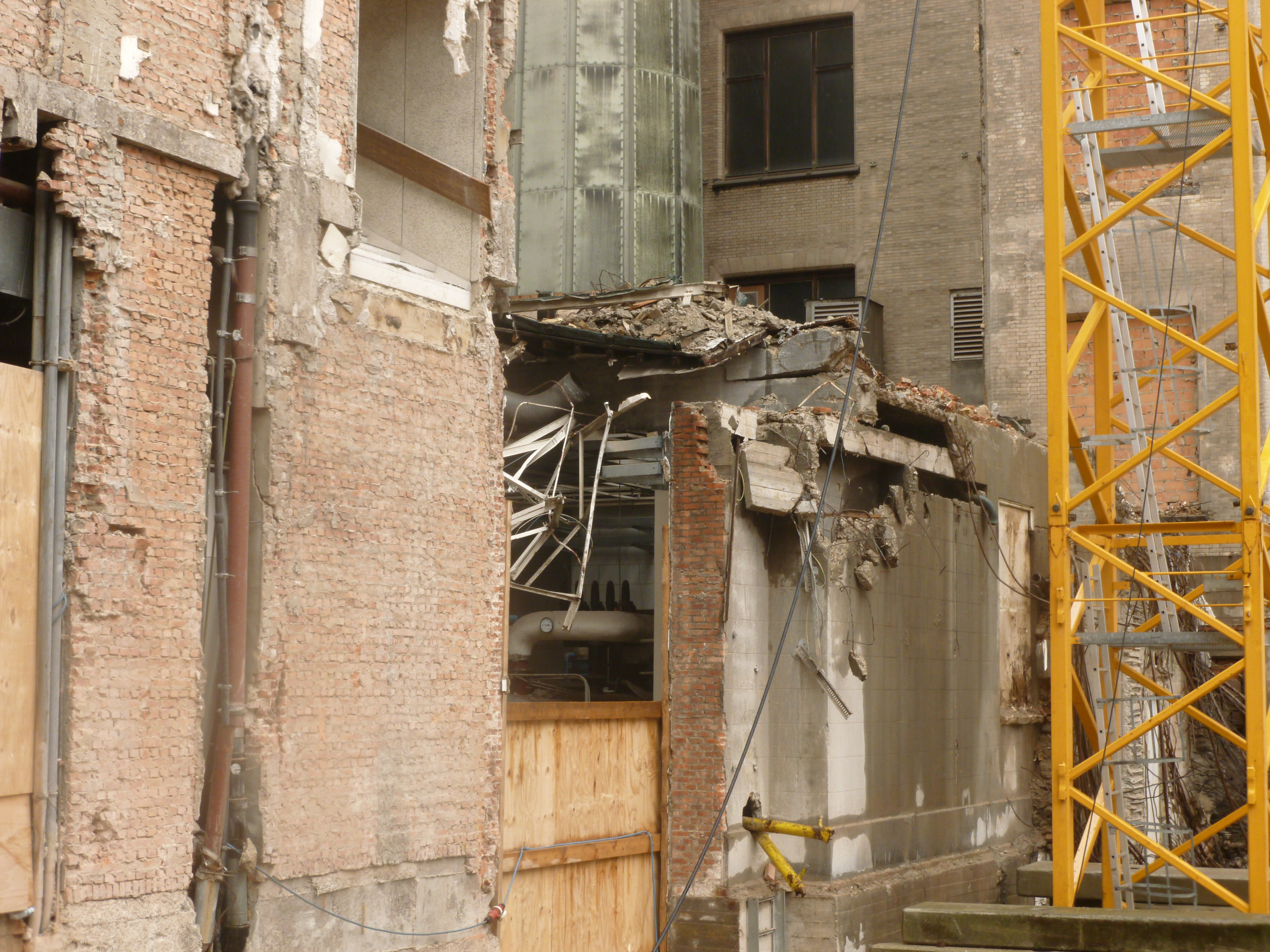
Détail de l'intérieur.
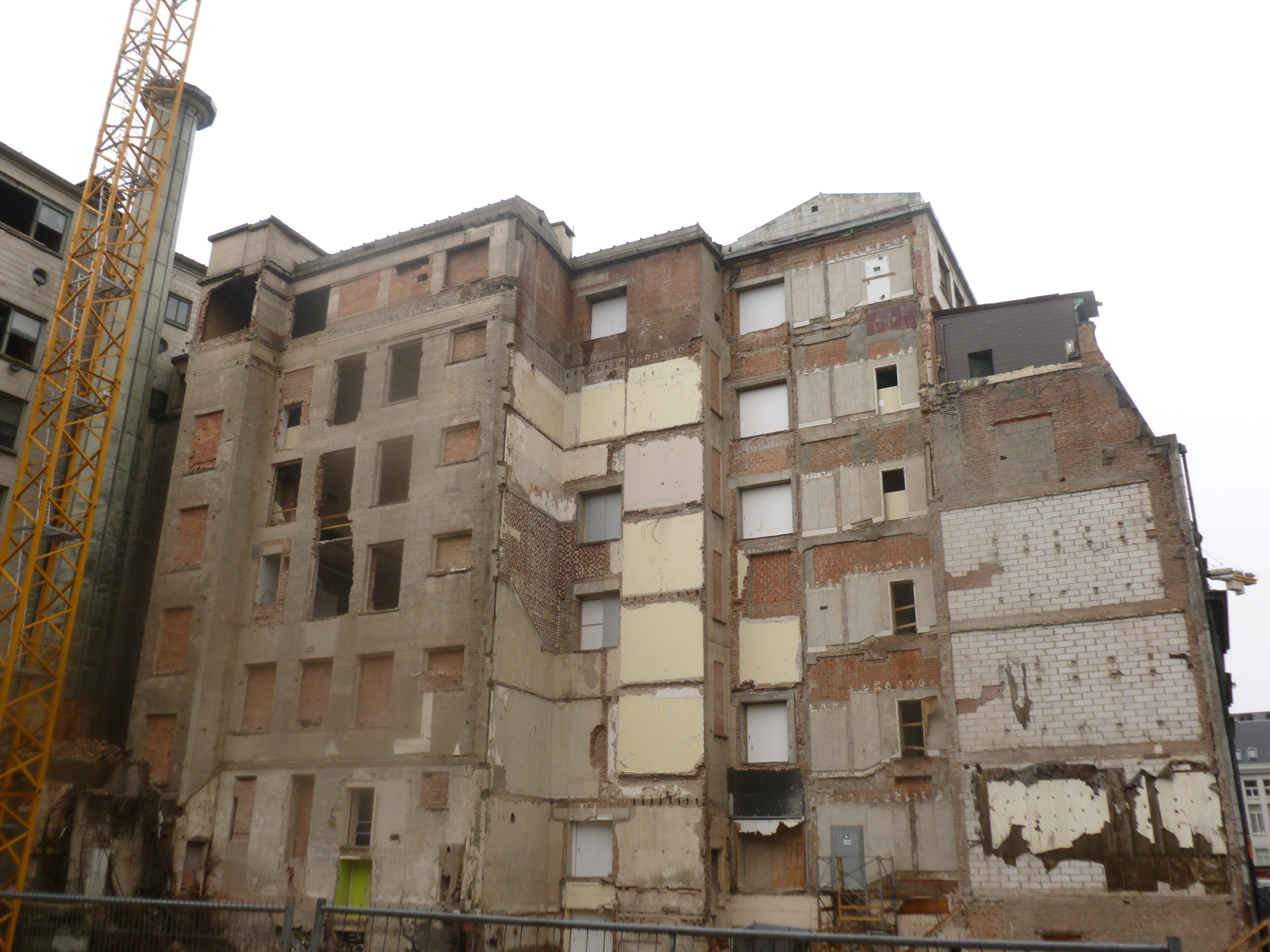
Façades intérieures reliant les bâtiments Chambon et Boîteux.
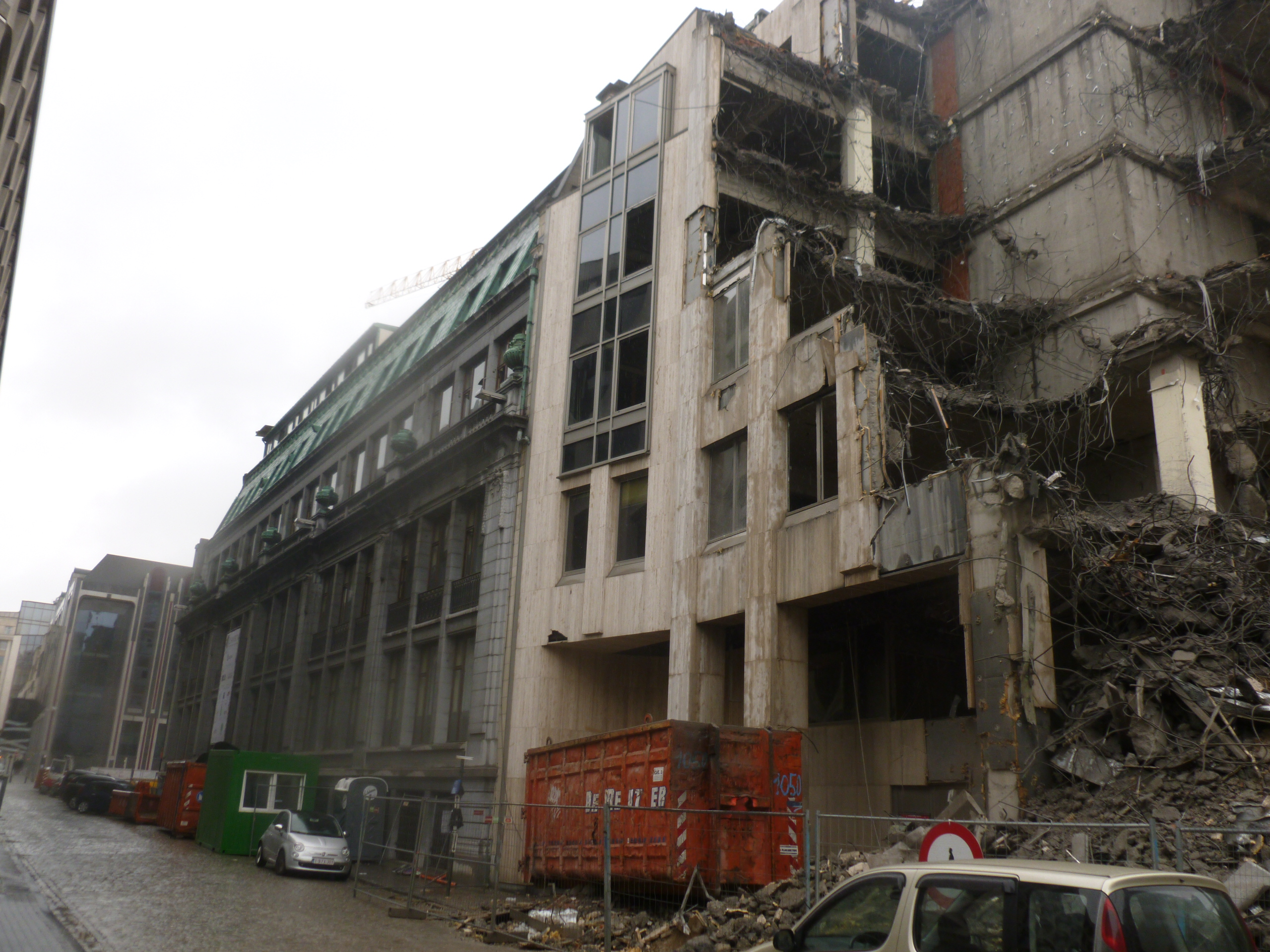
Bâtiment Boîteux et restes du bâtiment C.

## L'Hôtel de la Caisse d'Épargne construit par Henri Beyaert

### Localisation
Le tout premier bâtiment, l'Hôtel de la Caisse d'Épargne construit par Beyaert de 1889 à 1893, se situe au numéro 46B de la rue du Fossé aux Loups et ne comporte que sept travées : la travée qui abrite la porte du 46B, les trois travées situées sur sa gauche et les trois travées situées sur sa droite.
La façade de l'Hôtel de la Caisse d'Épargne de Beyaert est donc nettement plus réduite que celle du bâtiment actuellement appelé « Beyaert » qui, après les travaux d'extension réalisés par Alban Chambon, compte treize travées le long de la rue du Fossé aux Loups, plus la tour d'angle et deux travées le long de la rue d'Argent.
Par contre, ce bâtiment était nettement plus profond que le bâtiment actuel : il avait une profondeur de 70 m et allait presque jusqu'à la rue des Boiteux alors que le bâtiment actuel, sévèrement amputé lors de la construction du bâtiment « C » en 1980, se limite à une profondeur de 10 m.

### Architecture extérieure

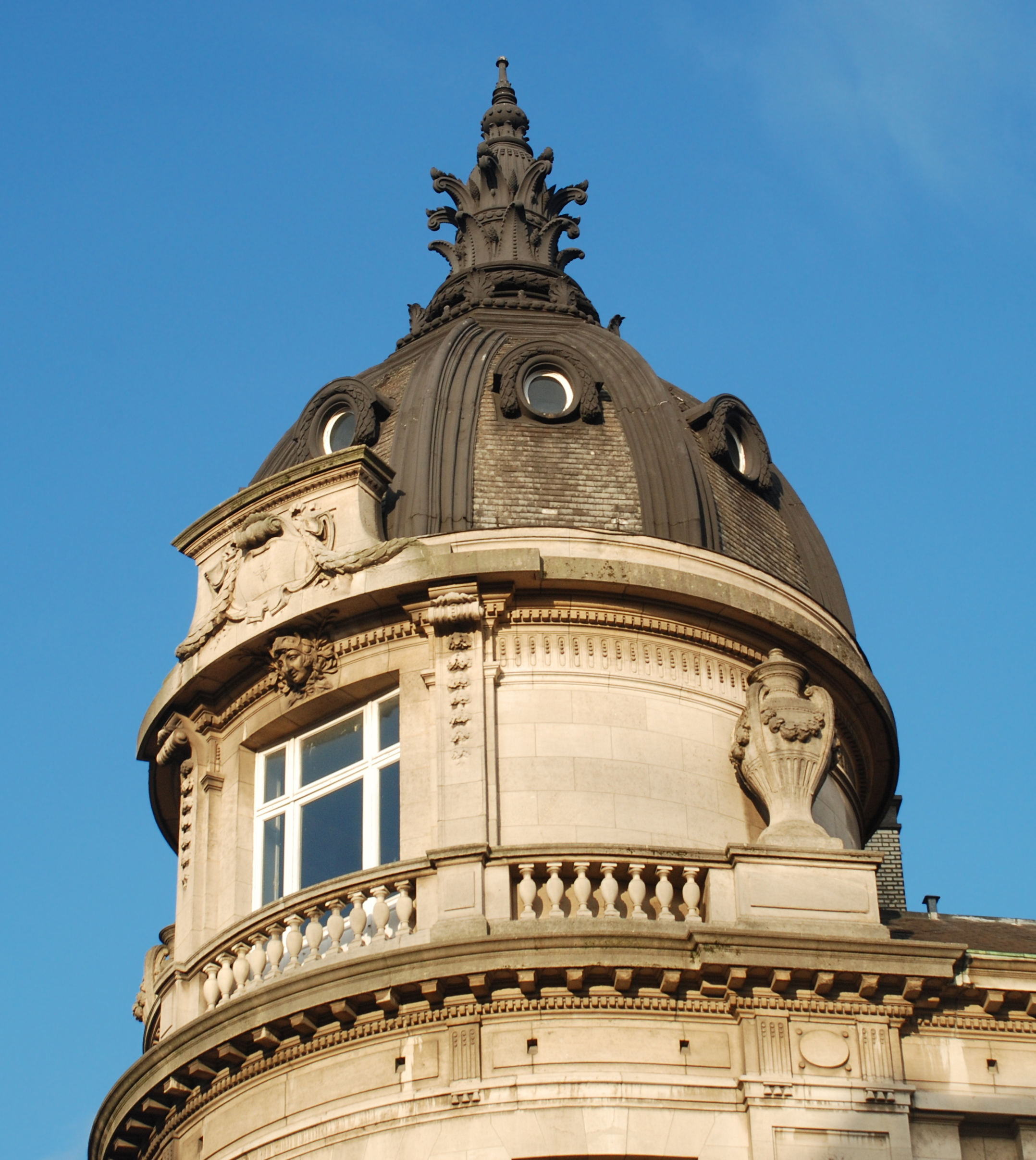
Le sommet de la tour d'angle.

La façade de Beyaert présente une architecture éclectique mêlant les styles néo-classique et néo-Renaissance italienne,.
Au rez-de-chaussée, la façade, édifiée en pierre d'Euville, présente une maçonnerie à bossages plats et à lignes de refend caractéristiques de l'architecture néo-classique, sur un soubassement en pierre bleue.
La structure des étages est nettement plus complexe. Beyaert a en effet donné du relief à sa façade en alternant des parties en retrait (les arrière-corps) et des parties en saillie (les avant-corps) :
- les arrière-corps (travées paires, en retrait) sont ornés au premier étage d'un balcon portant deux colonnes cannelées dont les chapiteaux ioniques supportent un entablement à frise sculptée et un fronton triangulaire. Au deuxième étage, les fenêtres de ces six travées sont encadrées de pilastres.

- les avant-corps (travées impaires) ne présentent aucun ornement : les fenêtres des deux étages y sont reliées par un puissant encadrement en saillie.

La façade est percée d'une porte en bronze portant le numéro 46B. Cette porte présente des piédroits harpés et un linteau plat orné de trois claveaux saillants dont celui du centre est orné d'une tête de lion. La porte en bronze a été remaniée par Alfred Chambon, auteur du bâtiment Chambon situé au numéro 48.

### Architecture intérieure
Il ne reste pas grand-chose de l'architecture intérieure de l'Hôtel de la Caisse d'Épargne de Beyaert puisque le bâtiment est réduit à une profondeur de 10 m, c'est-à-dire la profondeur d'un salon et d'un couloir.
La partie la plus intéressante est le grand salon situé au-dessus de la porte d'entrée 46B.
Ce salon d'une dimension de dix mètres sur sept est orné :
- d'une grande cheminée en marbre blanc veiné de gris, dont la base est ornée de pilastres à feuilles d'acanthe et la partie supérieure de colonnes ioniques et d'un encadrement sculpté d'une frise de petits lions et d'étoiles en marbre, le tout sommé d'une couronne et d'un entablement agrémenté d'une frise de motifs végétaux, d'une frise de denticules et d'une frise d'oves ;
- d'un plafond à caissons, hélas partiellement masqué par un système d'éclairage moderne, orné de rosaces dont le pourtour est constitué d'une frise de denticules, d'une frise d'oves et d'une corniche ;
- de lambris en bois décorés dans leur partie supérieure d'une frise de feuilles de lierre ;
- de grandes portes en bois ornées sur leur pourtour d'une frise de feuilles d'acanthe.

## L'extension du bâtiment Beyaert réalisée par Alban Chambon

### Localisation
Ce qui subsiste des travaux d'extension du bâtiment « Beyaert » réalisés par Alban Chambon de 1910 à 1918 (à ne pas confondre avec le bâtiment « Chambon » construit au numéro 48 par son fils Alfred Chambon de 1947 à 1958) englobe six des treize travées situées le long de la rue du Fossé aux Loups, ainsi que la tour d'angle (portant le numéro 46) et les deux travées situées le long de la rue d'Argent.
Le « raccord » entre la façade originelle de Beyaert et l'extension d'Alban Chambon se situe entre la septième et la huitième travée. Alban Chambon ayant respecté à la perfection le style de Beyaert, ce raccord est très discret : il se remarque cependant à une légère inflexion de la façade et à quelques pierres de taille qui ont été « rallongées » et semblent sciées en hauteur.
Tout comme celui de Beyaert, le bâtiment initial d'Alban Chambon a été gravement amputé par la construction du bâtiment « C » en 1980. Les plans anciens indiquent que ce bâtiment initial d'Alban Chambon couvrait non seulement le bâtiment d'angle actuel mais également l'intégralité de la surface couverte ultérieurement par le bâtiment « C », soit donc une longueur totale de façade de 141 mètres (entre le bâtiment de Beyaert à la rue du Fossé aux Loups et le bâtiment disparu de Van Dievoet à la rue des Boiteux) dont 80 m le long de la rue d'Argent : ce qui reste ne représente donc qu'approximativement 10 % de l'œuvre initiale d'Alban Chambon.

### Symbolique

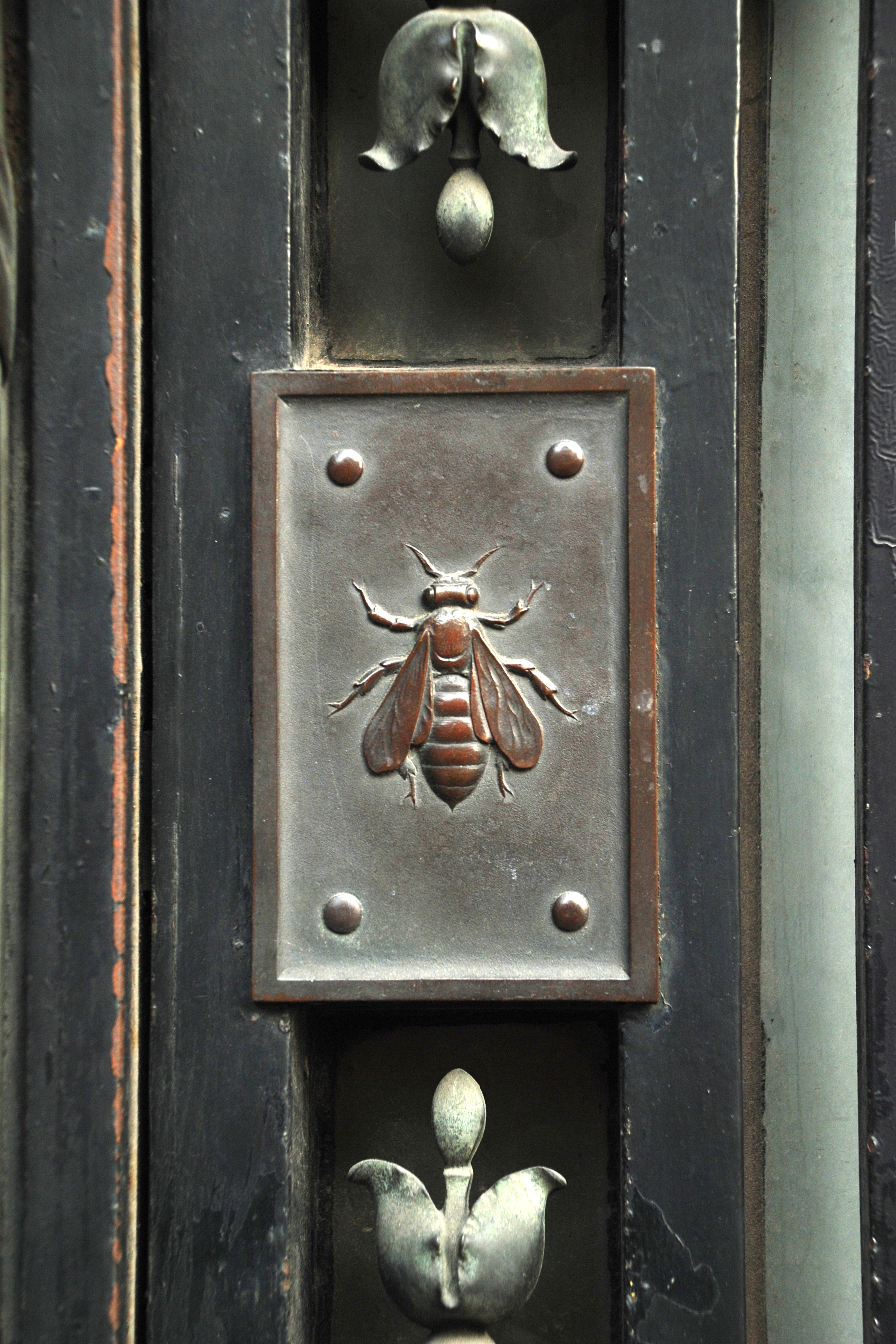
L'abeille, symbole de l'épargne, sur la porte d'entrée en fer forgé (disparue en janvier 2013).

#### Allégories
Alban Chambon a incorporé dans la façade et la décoration intérieure de son extension des dizaines de symboles « devant stimuler la discipline d'un bourgeois prévoyant ».
Le bâtiment est ainsi truffé d'allégories de l'épargne, de la prospérité, de l'abondance, de la pérennité, du mérite et de l'autorité :
- l'abeille et la ruche, symboles de l'épargne ;
- les gerbes de blé, symboles de l'abondance et de la prospérité ;
- les feuilles de chêne, symboles de pérennité ;
- les cornes d'abondance ;
- les feuilles de laurier, symboles du mérite ;
- les faisceaux, symboles de l'autorité.

Ces symboles sont omniprésents dans l'extension construite par Alban Chambon : ils se retrouvent sur la façade, sur la porte d'entrée, dans le, vestibule, dans la cage d'escalier, dans la salle du conseil et dans la salle d'attente.
On soulignera leur absence complète dans le bâtiment de Henri Beyaert, si on excepte deux ornements non attribués à Beyaert :
- des abeilles ornant la plaque de fonte de la cheminée du grand salon de Beyaert, plaque probablement attribuable à Alfred Chambon qui a continué d'aménager les bâtiments après son père ;
- des abeilles gravées sur des plaques en verre ajoutées dans le couloir du deuxième étage pour protéger le bas des murs, probablement lors de la restauration de 1990.

#### Vertus
Le bâtiment est également orné de nombreuses mentions exaltant les vertus :
- bas-reliefs « Pax » et « Labor » sur la façade ;
- sculpture de la « Prévoyance » dans le hall d'entrée ;
- mention « Travail » sur le panneau en fonte de la cheminée de l'ancienne salle du conseil d'administration ;
- mentions « Travail », « Économie », « Persévérance », « Dignité » au-dessus de certaines portes intérieures au pied du grand escalier.

### Architecture extérieure

#### Façades
Comme il a été dit plus haut, Chambon a prolongé la façade de Beyaert le long de la rue du Fossé aux Loups en respectant à la perfection le style de son prédécesseur.
Il s'en est par contre écarté pour la tour d'angle et pour la façade de la rue d'Argent (qui est très courte et ne compte que deux travées).
Cette façade présente plusieurs différences notables par rapport à la façade principale :
- les fenêtres du rez-de-chaussée sont surmontées de grilles en fer forgé portant le sigle de la CGER (ou plus exactement les trois lettres CER, Caisse d'Épargne et de Retraite), à l'instar des fenêtres latérales de la tour d'angle ;
- les fenêtres du deuxième étage sont ornées de balcons en fer forgé identiques à ceux de la tour d'angle mais que l'on ne retrouve pas sur la façade principale ;
- les fenêtres des étages ne présentent ni colonnes et pilastres, ni encadrement en saillie.

#### Tour d'angle
La silhouette de l'immeuble est dominée par la tour d'angle ajoutée par Alban Chambon à l'angle de la rue du Fossé aux Loups et de la rue d'Argent, qui intègre l'ancienne entrée de la direction et l'ancienne salle du conseil d'administration au premier étage.
Autour de l'arc de la porte d'entrée, les bossages adoptent un profil rayonnant, typique de l'architecture néo-classique ; ce profil rayonnant est repris de façon très stylisée au-dessus des fenêtres rectangulaires du rez-de-chaussée.
La porte d'entrée en fer forgé arbore les symboles de l'abeille (symbole de l'épargne ; disparue en janvier 2013) et de la gerbe de blé (symbole de l'abondance, que l'on retrouve de part et d'autre de la clé d'arc qui surmonte la porte) alors que les grilles en fer forgé surmontant les fenêtres situées de part et d'autre de l'entrée portent le sigle de la CGER, entouré de feuilles de laurier.
Séparés du rez-de-chaussée par un puissant cordon de pierre, les étages présentent une maçonnerie lisse faite de blocs de pierre de taille assemblés en grand appareil.
Le premier étage présente, au niveau de la tour d'angle, un balcon supporté par des consoles ornées de feuilles d'acanthe.
Le deuxième étage est surmonté d'un entablement composé d'une architrave ornée de triglyphes à gouttes et d'une frise de denticules, sous une corniche en forte saillie.
Le dernier étage de la tour d'angle présente une décoration faite de balustrades, de vases de pierre, de guirlandes de fleurs et d'un petit fronton portant un cartouche présentant pour toute décoration une abeille, symbole de l'épargne.
La tour d'angle est surmontée d'un coupole noire en ardoises, percée de lucarnes en forme d'œil-de-bœuf et surmontée d'un ornement en forme de gerbe végétale.
La limite entre la tour d'angle et les façades de la rue du Fossé aux Loups et de la rue d'Argent est marquée par de grands bas-reliefs en légère saillie représentant un faisceau entouré de feuilles de laurier surmontant respectivement la mention « Pax » et la mention « Labor » (travail).

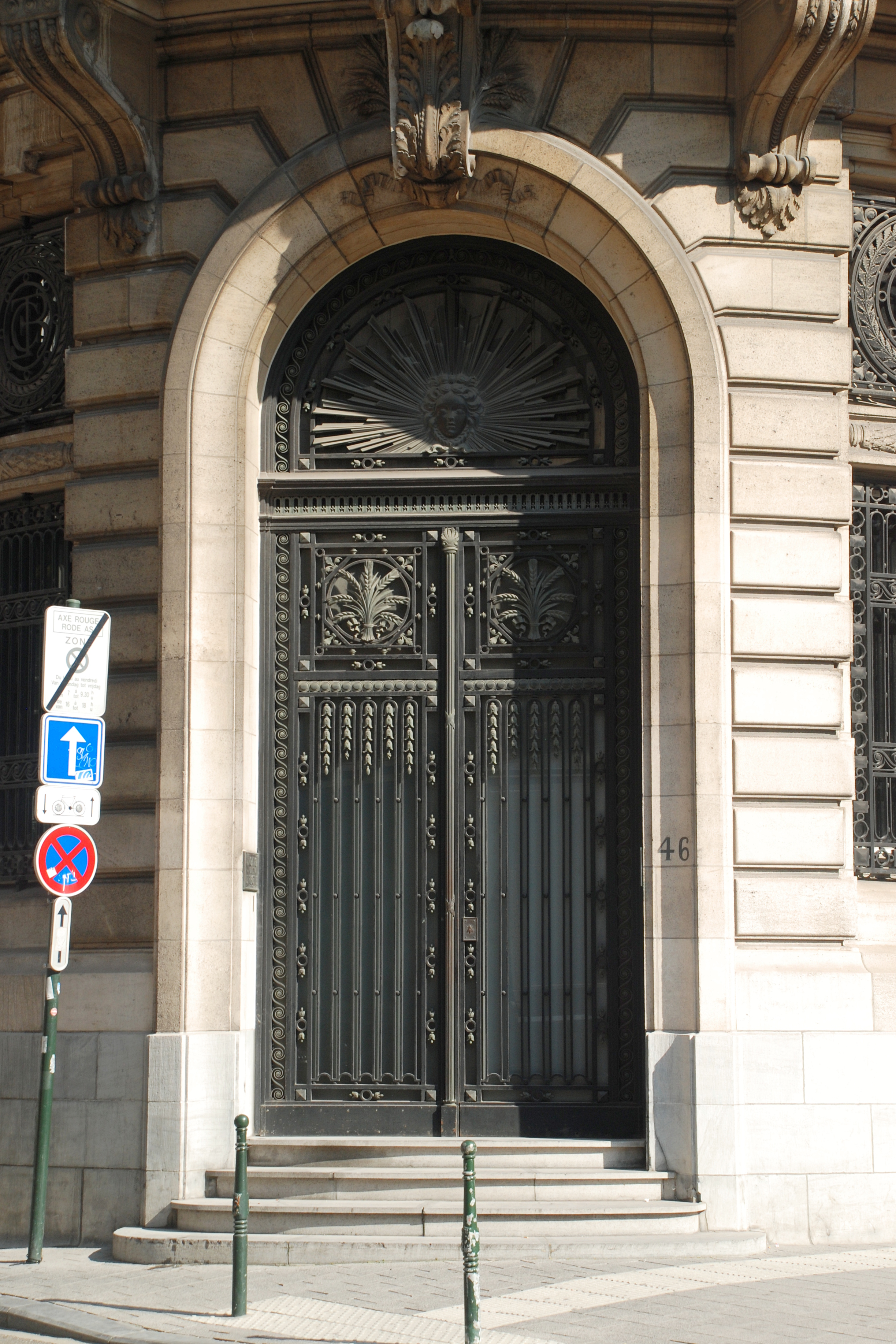
Ancienne entrée de la direction à l'angle de la rue du Fossé aux Loups et de la rue d'Argent.
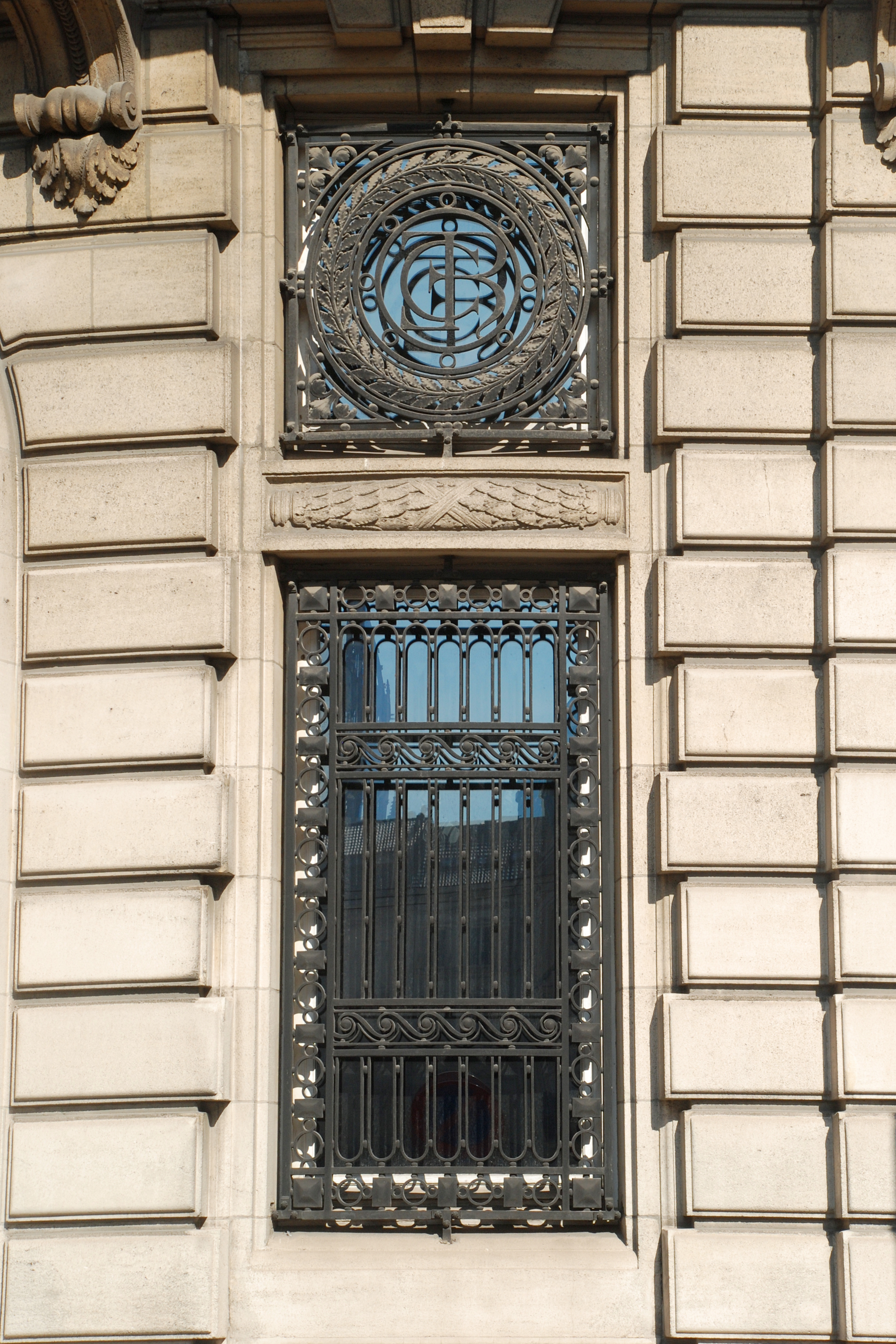
Fenêtre entourée de bossages et surmontée du sigle de la CGER.
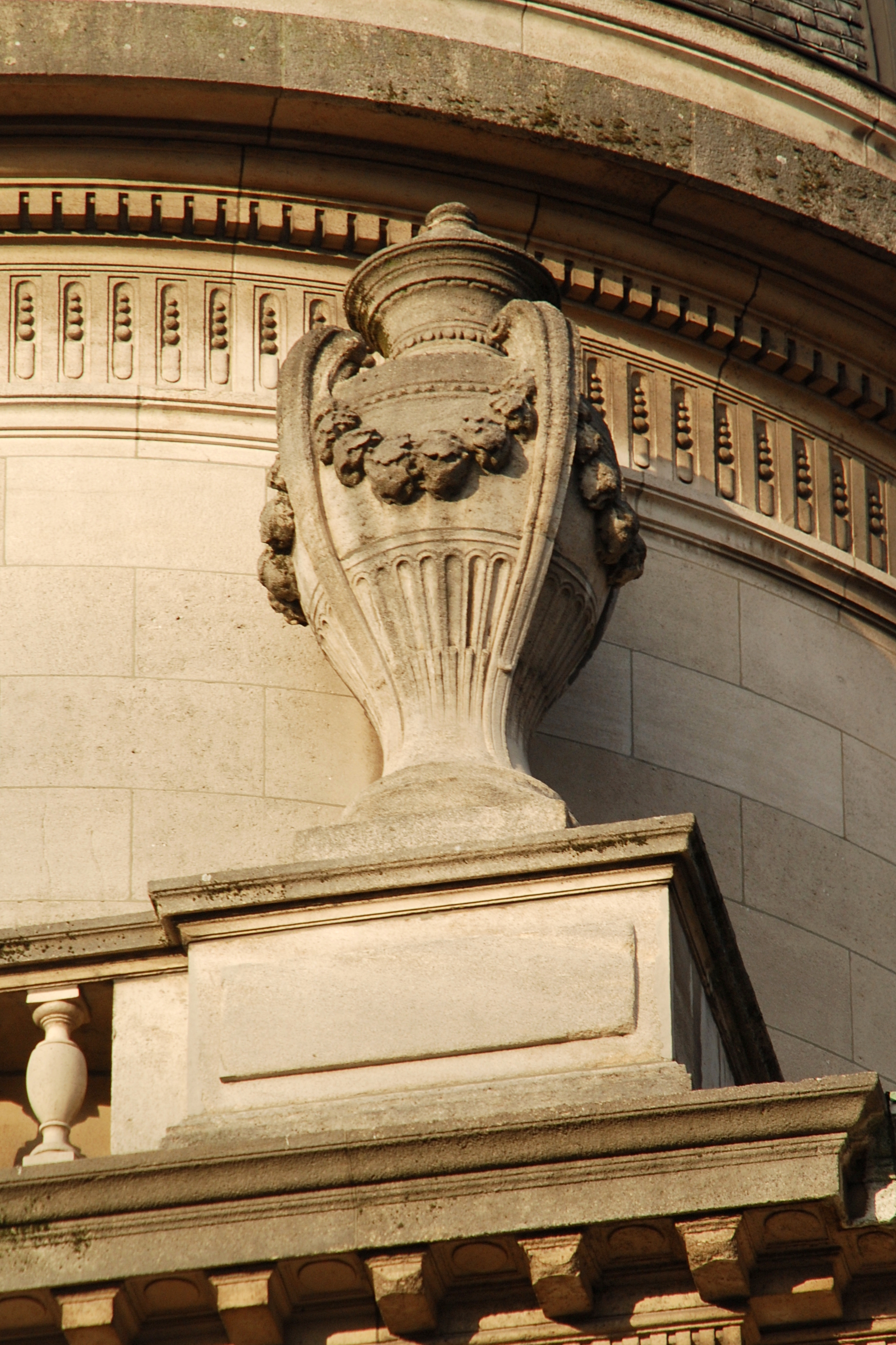
Vase en pierre ornant la tour d'angle.

### Architecture intérieure

#### Entrée de la direction
La porte d'entrée de la tour d'angle donne accès au hall d'entrée de la direction, qui prend la forme d'une rotonde ornée de huit colonnes à base octogonale et à chapiteaux éclectiques mêlant ordre ionique et grappes de fruits.
Les espaces entre les colonnes sont ornés de cartouches ornés de feuilles de chêne et d'appliques lumineuses en forme de faisceaux, dont les pendentifs sont ornés d'abeilles.
Les colonnes supportent un entablement présentant une architrave nue, une frise de brins de blé et une corniche de modillons sculptés de feuilles d'acanthe.
Le sol de la rotonde est orné d'un pavement en mosaïque de couleur blanche, vert clair et noire, tandis que le plafond est blanc et lisse, avec un luminaire en laiton.
On retrouve donc dans cette rotonde les symboles de l'épargne (l'abeille), de la pérennité (le chêne) et de l'abondance (le blé).

#### Vestibule de la direction
De la rotonde, un petit escalier de huit marches mène au vestibule de la direction.
Ce vestibule carré est pavé de mosaïques et orné de huit pilastres cannelés à chapiteaux composites supportant un entablement à de frise de grecque.
Il est dominé par un groupe sculpté en bronze représentant la « Prévoyance », œuvre du sculpteur Paul Dubois réalisée en 1905.
Cette sculpture, représentant deux femmes et un enfant, est placée dans une loge dont le plafond à caissons est décoré de rosaces et dont le fond est orné d'une coquille de bénitier.
Les écoinçons de la baie cintrée reliant le vestibule à la rotonde sont ornés de rameaux et frappés respectivement de la lettre E et de la lettre R, symbolisant probablement la « Caisse d'Épargne » et la « Caisse de Retraite » dont la fusion a engendré la CGER.

#### Cage d'escalier
Un petit escalier de cinq marches mène ensuite à un palier sur lequel donnent des portes surmontées des mentions « Travail », « Économie », « Persévérance » et « Dignité » et de médaillons sculptés représentant des bustes de personnages.
De ce palier part le grand escalier de trente marches qui mène à l'ancienne salle du conseil d'administration.
Cet escalier présente, lui aussi, une décoration chargée de symboles : feuilles de chêne (pérennité) et de laurier (mérite) sur les murs, gerbes de blé (abondance et prospérité) sur le limon.
Le mur nord de la cage d'escalier est orné d'un grand vitrail qui représente des rinceaux et des épis de blé (symbole de l'abondance). Ce vitrail date de la restauration de 1990 et fut reconstitué d'après des dessins originaux : il est signé, en bas à gauche, « Sander Blondeel 1990 d'après A. Chambon ».
Ce vitrail est aveugle depuis la construction du bâtiment C.
On retrouve sur les murs de la cage d'escalier le motif de frise de grecque déjà rencontré dans le vestibule.
Le palier supérieur débouche sur la porte de l'ancienne salle du conseil d'administration de la CGER. Cette quadruple porte, surmontée d'un entablement en bois avec frise de triglyphes et d'un panneau de stuc représentant le blason et la devise nationale de la Belgique encadrés de couronnes de laurier, est constituée de panneaux de bois frappés chacun d'une abeille, symbole de l'épargne. La face intérieure de cette porte est ornée de têtes de lions et de faisceaux autour desquels s'enroulent des feuilles de chêne (symbole de pérennité).

#### Salle d'attente
La salle du Conseil est flanquée d'une salle d'attente de 5 m sur 6, dont les murs sont ornés d'un « papier à reliefs, aux motifs Louis XVI dorés », « placé par petits feuillets, comme du cuir de Cordoue ».
Surmontant un grand miroir, un panneau de bois affiche des gerbes de blé encadrant les trois lettres CER (Caisse d'Épargne et de Retraite) déjà rencontrées sur les fers forgés des fenêtres du rez-de-chaussée.

#### Salle du Conseil
La salle du Conseil, longue de 17 m et large de 8 m, abritait les délibérations du Conseil Général, composé de vingt-cinq membres, ainsi que celles du Conseil d'Administration, composé de huit membres.

##### Les colonnes
La salle du Conseil, longue d'une quinzaine de mètres et disposée parallèlement à la rue d'Argent, présente une décoration imposante dominée par seize colonnes cannelées, dont huit sont groupées par deux.
Ces colonnes sont surmontées de chapiteaux composites mêlant volutes ioniques, feuilles d'acanthe et coquilles de bénitier.
Elles supportent un puissant entablement composé d'une petite architrave nue, d'une frise de volutes et d'une corniche à modillons et rosaces alternées.

##### Le plafond
Le plafond ovale est coupé en trois compartiments par deux poutres larges de 80 cm, ornées de rosaces logées dans des caissons hexagonaux et d'une frise de chaînons.
À ces poutres sont suspendus deux grands lustres en laiton ornés de palmettes.

##### Les panneaux de stuc
La salle est ornée de neuf panneaux de stuc.
Le plus grand, situé au-dessus de la grande porte, représente le blason de la Belgique surmontant la devise nationale « L'union fait la force », encadré de cornes d'abondance et de têtes de lion.
Sept autres panneaux de stuc sont placés en hauteur entre les colonnes et représentent respectivement :
- un entablement encadré de gerbes de blé (abondance) ;
- une ruche (épargne) encadrée de branches de chêne (pérennité) ;
- une roue dentée traversée par un marteau ;
- un bouclier frappé d'une étoile, encadré de deux glaives croisés ;
- une stèle encadrées de deux carquois croisés et d'une balance ;
- un globe terrestre encadré d'une lime et d'un vilebrequin croisés ;
- un livre encadré de deux flambeaux croisés, auxquels sont suspendus une équerre et une coupe.

Quant au neuvième et dernier panneau de stuc, il est caché partiellement par la cheminée et représente un entablement encadré de gerbes de blé, semblable au premier des sept panneaux cités ci-dessus.

##### La cheminée
La salle se termine au nord par une belle cheminée en pierre, surmontée par un tableau représentant le roi Albert Ier.
Cette cheminée est ornée d'une plaque en fonte portant la mention « Travail » encadrée d'abeilles.
Les piédroits internes de la cheminée sont ornés de têtes de lions et de feuilles de chêne, alors que les piédroits externes sont ornés de gerbes de blé.
Les montants du pare-feu sont également ornés de têtes de lion.

##### Le parquet
La salle possède un remarquable parquet constituée d'une marqueterie de bois polychrome figurant, autour de la table et du tapis central, une frise continue de feuilles de chêne, symbole de pérennité.

##### Le mobilier
Le centre de la salle est occupé par la table, longue de dix mètres, et par les vingt-six sièges qui accueillaient jadis les membres du conseil d'administration.
Les sièges, dont deux sont plus larges que les autres, sont revêtus d'un tissu vert orné de cornes d'abondance, symbole que l'on retrouve également sur les tentures faites du même tissu.

##### Les bustes
La salle du conseil d'administration est ornée de nombreux bustes.
À côté des bustes du roi Léopold III, du régent Charles et du ministre des finances Frère-Orban, à l'origine de la création de la CGER, on trouve ceux des présidents du conseil d'administration de la CGER :
- Henri de Brouckère (administrateur de 1865 à 1889)
- Victor Van Hoegaerden (1889-1905)
- Maurice Anspach (1919-1936)
- Fernand Hautain (en) (1937-1938)
- Henri Renier (nl) (1938-1947)
- Raoul Miry[19] (1947-1952)
- Émile van Dievoet (1952-1954)
- Max Drechsel (1954-1969)

## Accessibilité
| ___ | Ce site est desservi par la station de métro : De Brouckère. |